# Bandwurmbefall des Menschen
Die Bandwurminfektion oder der Befall durch Bandwürmer, der zu den parasitären Infektionen zählt, ist in den Industrieländern beim Menschen relativ selten. Einige Bandwürmer (Cestoda, Zestoden) gehören zu den humanpathogenen, das heißt für den Menschen krankheitsverursachenden Würmern.

## Übersicht
Zu den Krankheitserregern zählt man
- Fischbandwurm (Diphyllobothrium latum)
- Rinderbandwurm (Taenia saginata)
- Schweinebandwurm (Taenia solium)
- Kleiner Hundebandwurm (Echinococcus granulosus)
- Kleiner Fuchsbandwurm (Echinococcus multilocularis)
- Zwergbandwurm (Hymenolepis nana)

## Infektionsweg
Eine häufige Lokalisation der parasitär lebenden Bandwürmer ist der Darm. Die sekundäre Körperbedeckung (Neodermis) als eine spezielle Oberflächenstruktur hilft den Würmern dabei, Nährstoffe aus der Darmwand zu gewinnen und somit zu überleben, genauso wie sich dort anzuheften und Infektionen auszulösen. Teilweise können auch bestimmte Arten von Bandwürmern andere Teile des menschlichen Körpers, wie zum Beispiel Gehirn oder Leber befallen.

## Krankheitsentstehung
Der normale Wirtszyklus beginnt mit der Ei- oder Finnenaufnahme des Menschen. Dies kann auf unterschiedlichen Wegen passieren. In den verschiedenen Organen, vor allem im Darm, entstehen dann die Larven und letztlich die adulten Bandwürmer. Diese verursachen diverse Entzündungsreaktionen in den Organsystemen und können auch über Lymph- und Blutbahn metastasieren.
Es gibt unterschiedliche Arten von humanpathogenen Bandwürmern, welche sich in ihrer Pathogenität unterscheiden. Der Fuchsbandwurm (Echinococcus multilocularis) führt beispielsweise zur Entstehung von Zysten in der Leber. Hundebandwürmer (Echinococcus granulosus) können ebenfalls solche Hydatidenzysten (Zystische Echinokokkose) auslösen. Mehr oder weniger bei allen Arten des Bandwurmbefalls des Menschen treten unspezifische Symptome wie Bauchschmerzen oder Juckreiz in der Analregion  auf.
Die Differentialdiagnose Wurmbefall sollte bei unklaren Bauchschmerzen in Betracht gezogen werden.

## Therapie
Eine effiziente Therapie des Bandwurmbefalls kann mit Praziquantel und Niclosamid erzielt werden. Praziquantel führt bei Würmern im fortgeschrittenen Wachstum zu einer Lähmung und verhindert somit eine weitere Ausbreitung des Bandwurms. Auch die Pathogenität der Würmer wird dadurch beeinflusst.
Bei der Zystischen Echinokokkose wird primär die chirurgische Entfernung (Resektion) bevorzugt.
In der Pflanzenheilkunde wurde früher häufig der Extrakt des Wurmfarnes Dryopteris filix-mas eingesetzt.